# David Carnegie, 11. Earl of Northesk
David Ludovic George Hopetoun Carnegie, 11. Earl of Northesk (* 24. September 1901 in London; † 7. November 1963 in Binfield) war ein gewählter Vertreter der schottischen Peers im britischen Oberhaus. Er wurde vor allem als Sportler bekannt.
John Carnegie war der Sohn von David Carnegie, 10. Earl of Northesk und Elizabeth Boyle Hallowes. Er folgte seinem Vater am 5. Dezember 1921 als Earl of Northesk. Von 1921 bis 1923 diente er bei den Coldstream Guards. Während des Zweiten Weltkriegs diente er im Range eines Majors bei einer Spionage-Einheit. Später war er Farmer. Er war von Oktober 1959 bis Juli 1963 als schottischer Representative Peer Mitglied des House of Lords.
Als Sportler war Carnegie einer der erfolgreichsten Cresta-Fahrer seiner Zeit. Als 1928 in St. Moritz erstmals olympische Wettkämpfe im Skeleton ausgetragen wurden, galt er als großer Favorit. Eine Woche vor den Spielen stellte er einen neuen Cresta-Rekord auf. Während des ersten olympischen Laufs machte er jedoch einen Fehler und wurde am Ende nur Dritter, die Brüder Jennison und Jack Heaton platzierten sich vor ihm.
In erster Ehe heiratete er 1923 Jessica Ruth Brown. Diese Ehe blieb kinderlos und wurde 1928 geschieden. In zweiter Ehe heiratete er 1929 Elizabeth Vlasto. Mit ihr adoptierte er eine Tochter, Phyllida Rosemary Carnegie (* 1942). Da er keine männlichen Nachkommen hinterließ, fielen, als er 1963 starb, seine Adelstitel an seinen Cousin John Carnegie, 12. Earl of Northesk.